# Christopher Heck

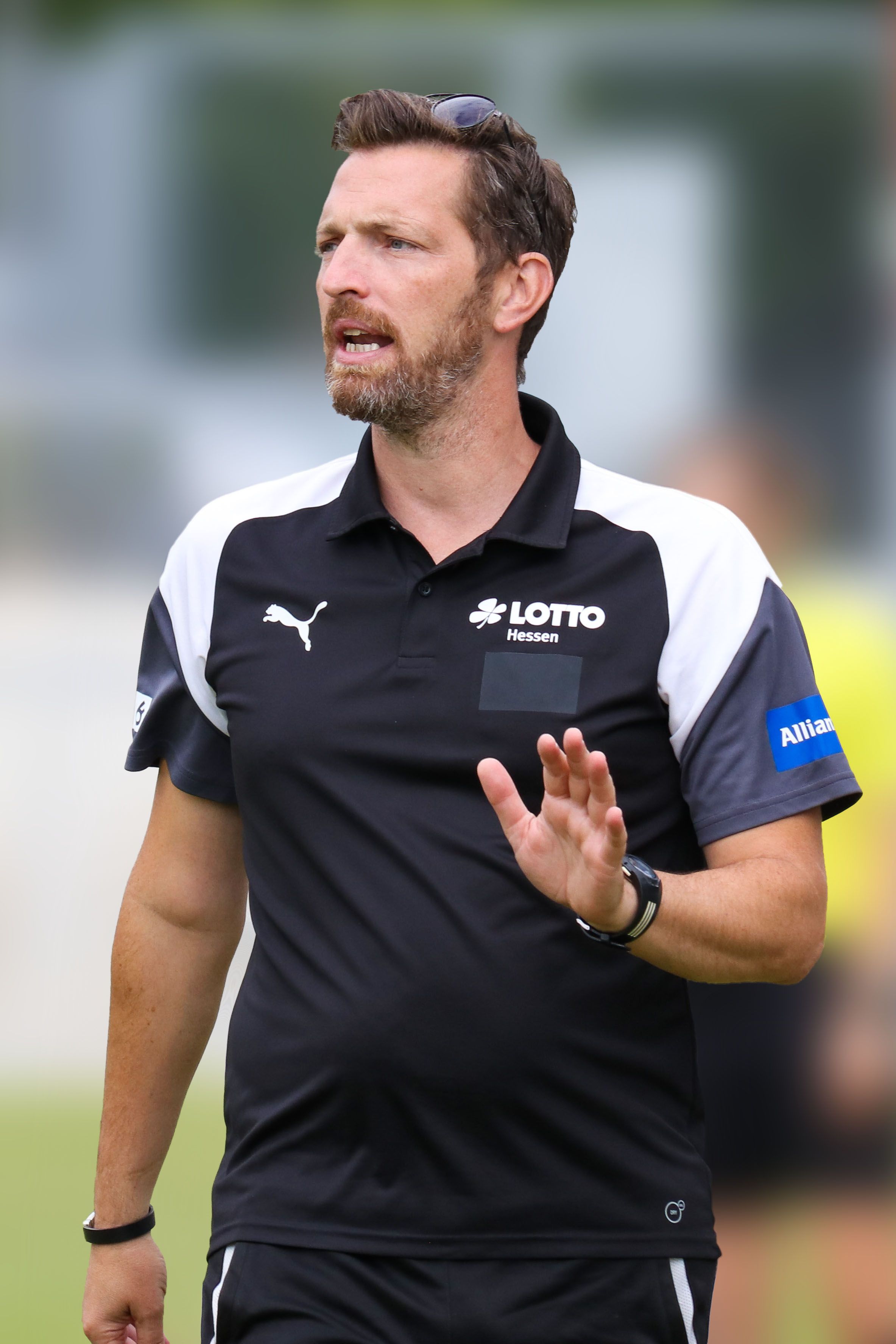
Christopher Heck (2018)

Christopher (Chris) Heck (* 11. Februar 1974 in Flörsheim am Main) ist ein deutscher Fußballtrainer sowie Sportlehrer. Er war Trainer des FSV Wetzlar in der 2. Bundesliga der Frauen sowie Trainer des FF USV Jena in der Ersten Liga.

## Karriere
Christopher Heck war als Amateurfußballspieler sowie als Jugendtrainer in Darmstadt und im Landkreis Darmstadt-Dieburg aktiv. Nach dem Schulabschluss 1993 begann Heck eine Ausbildung im Spielwaren-Einzelhandel und schloss diese als Handelsfachwirt ab. Anschließend war er Berater in der Privatwirtschaft und Sportlehrer in der Stadtteilschule Darmstadt-Arheilgen.
Seit 2011 stand er in verschiedenen Funktionen beim 1. FFC Frankfurt sowie der Carl-von-Weinberg-Schule in Diensten. Als Nachwuchskoordinator war Christopher Heck mit dem Scouting für die 2. Mannschaft des 1. FFC Frankfurt und für den Nachwuchs beauftragt, zudem war er für die Umsetzung und Weiterentwicklung des Vereins-Ausbildungsplans verantwortlich. sowie die medizinische Abteilung im Jugendbereich. Er war bis zum 8. Januar 2019 Head Coach des 1. FFC Frankfurt U17 Bundesligateams, B-Juniorinnen-Bundesliga, anschließend bis zum 30. Juni 2019 Coach der 1. Frauenmannschaft des FSV Wetzlar in der 2. Bundesliga. Nach erfolgreicher DFB-A-Fußball-Lehrer-Lizenzprüfung war Heck zwischen dem 1. Juli 2019 und dem 30. Juni 2020 Head-Coach beim FF USV Jena in der Frauen-Bundesliga. Heck beendete seine Tätigkeit beim FF USV Jena zum Saisonende 2019/20.
Zur Saison 2021/22 wurde Heck Trainer im Nachwuchsleistungszentrum des FC Carl Zeiss Jena und ist zusätzlich in der Trainerausbildung tätig. Seit 2017 ist Heck zudem External Region Manager Generation adidas. 
Heck ist Vater zweier Töchter. 

## Sportliche Erfolge als Trainer/Sportlehrer
- 2011/2012: 1. FFC Frankfurt, Süddeutscher Meister, Hessenmeister, Hessenpokalsieger, Aufstieg in die B-Juniorinnen Bundesliga
- 2012/2013: 1. FFC Frankfurt, 2.Platz Frauen Hessenliga
- 2013/2014: 1. FFC Frankfurt, 2.Platz B-Juniorinnen Bundesliga
- 2014/2015: 1. FFC Frankfurt, Süddeutscher Meister, Halbfinale Deutsche Meisterschaft B-Juniorinnen Bundesliga
- 2014: Carl-von-Weinberg-Schule Frankfurt, Deutscher Meister „Jugend trainiert für Olympia“, Wettkampfklasse 2
- 2015: Carl-von-Weinberg-Schule Frankfurt, International Schoolsports Federation, Weltmeisterschaft, 3. Platz (Bronzemedaille), „Jugend trainiert für Olympia“, Wettkampfklasse 2
- 2015: Carl-von-Weinberg-Schule Frankfurt, Deutscher Schulmeister „Jugend trainiert für Olympia“, Wettkampfklasse 3[11]
- 2018: 1. FFC Frankfurt, 2.Platz, B-Juniorinnen Bundesliga, Hessenpokalsieger